# 马岑-拉根多夫
马岑-拉根多夫是奥地利下奥地利州根瑟恩多夫县的一个市镇。总面积35.59平方公里，总人口2613人，人口密度73.4人/平方公里（2005年）。